# گیاه‌پارچ هورلیانا
گیاه‌پارچ هورلیانا (نام علمی: Nepenthes hurrelliana) نام یک گونه از سرده گیاه پارچ است.